# Rhogeessa aeneus
Rhogeessa aeneus — вид родини лиликових.

## Середовище проживання
Цей вид зустрічається на Юкатані (Мексика). Цей вид відомий погано. Комахоїдний. Відомий з пунктів нижче 50 м над рівнем моря. Знаходиться в тропічних лісах, особливо зрілих вічнозелених чи листопадних.

## Загрози та охорона
Загрози для цього виду невідомі. Він знаходиться в щонайменше п'яти природоохоронних територіях.